# Codex referitor la zborul păsărilor

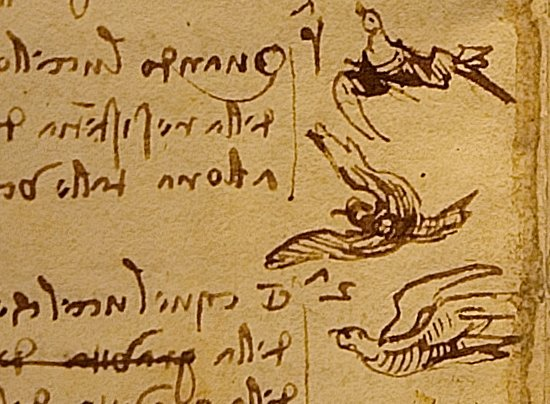
Codex referitor la zborul păsărilor - Detaliu

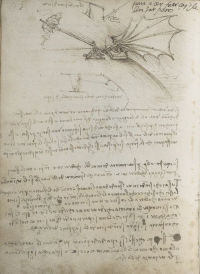
Ms B Fol 88v: Desenul unei maşini de zbor sau catapulte, aşa cum apare în Codex.

Codex referitor la zborul păsărilor este un scurt codex (sau codice) din anul 1505 scris de Leonardo da Vinci. Acesta cuprinde 18 foi cu dimensiunea 21×15 cm. Acum se găsește la la Biblioteca Regală din Torino, Italia. Codexul începe cu o examinare a comportamentului în zbor al păsărilor și propune unele mecanisme pentru mașini zburătoare. Da Vinci a construit o serie din aceste mașini pe care a încercat să le lanseze de pe un deal de lângă Florența. Cu toate acestea, eforturile sale au fost zadarnice. 
În Codex, Da Vinci observă pentru prima oară că centrul de greutate al unei păsări care zboară nu coincide cu centrul de presiune.  